# Leśnica (comune)
Leśnica (in tedesco Leschnitz) è un comune urbano-rurale polacco del distretto di Strzelce, nel voivodato di Opole.
Ricopre una superficie di 94,63 km² e nel 2004 contava 8 867 abitanti.
Nel comune vige il bilinguismo polacco/tedesco.